# 長生不老藥
長生不老藥，是喝了之後會治癒所有疾病或長生不老的虛構藥水。各個時代和文化的煉金術士或煉丹師都在尋求配製長生不老藥的方法。

## 美索不達米亞
關於長生不老藥的早期記載出現在《吉爾伽美甚史詩》（公元前2千年）中，書中講述了吉爾伽美什在其摯友恩奇杜死後開始擔心自己年事漸長。他尋找烏特納匹什提姆 (Utnapishtim)，這是美索不達米亞神話中的人物，因在眾神降下的大洪水中倖存下來並獲得永生而聞名。吉爾伽美什得到了烏特納匹什提姆的指示，到海底尋找一株植物，但他還沒來得及使用就被一條蛇吃掉了。這個傳說是對蛇蛻皮的古老解釋，蛇蛻皮被視為神秘的復興。

## 中國

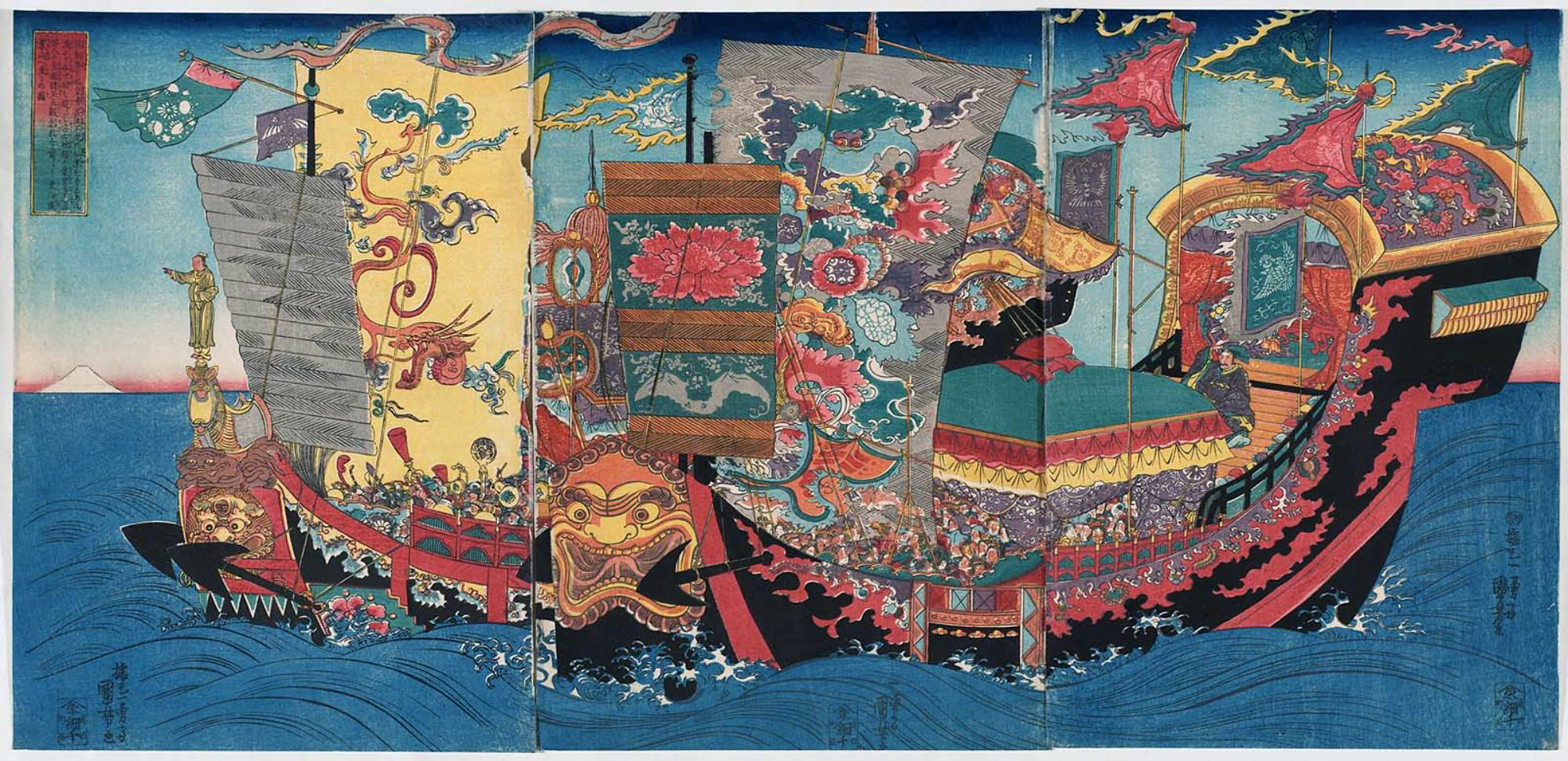
徐福渡海帆船的浮世繪

在中國神話中，月兔在月宫陪伴嫦娥並搗藥。該藥就是長生不老藥。
秦始皇曾派徐福率領數千童男童女到東海尋找長生不老藥。相傳他們沒有找到蓬萊，但抵達了日本。

## 歐洲
在歐洲煉金術傳統中，長生不老藥與賢者之石的創造密切相關。根據傳說，某些煉金術士因發明了長生不老藥而獲得了聲譽。其中包括尼古拉·弗拉梅爾和聖日耳曼伯爵。邁克爾·斯科特 (Michael Scot) 在其作品中曾將黃金描述為長生不老藥
。